# Cedrino
Cedrino (sardinsky Tzedrinu) je řeka, která protéká provincií Nuoro ve středovýchodní Sardinii v Itálii.

## Tok
Řeka Cedrino pramení na svazích hory Fumai (1320 m n. m.) a hory Novo San Giovanni (1316 m n. m.) v nadmořské výšce 1316 m v masivu Gennargentu nedaleko Supramonte Orgosolo, kde je známá jako Rio Boloriga.
Po klikaté trase dlouhé 80 km se vlévá do Tyrhénského moře v Orosei, kde ústí do moře, které je v období sucha uzavřeno písčitým pobřežím, za nímž se rozkládá bažinatá oblast s mimořádně bohatou faunou. Je pátou nejdelší řekou Sardinie a je obzvláště bohatá na vodu.

## Jezero Cedrino
Jeho záplavy v minulosti vyvolávaly obavy a nebezpečí, dokud se v roce 1984 nezačala stavba přehrady v lokalitě Pedra 'e Othoni nedaleko Dorgali, na úpatí hor Tului a Bardia, která vytvořila umělou nádrž o rozloze asi 0,95 km², využívanou také k zavlažování. Povodí přehrady má rozlohu 627 km², při maximálním naplnění s výškou hladiny 103 m n. m. má plochu 1,5 km². Průměrná kloubka je 26,5 m. 
Přes jezero vede most Iriai.

### Přítoky
Jeho hlavními přítoky jsou:
- Sologo (zleva)
- Grumini (zleva)
- Isalle (zleva)
- Santa Maria (zleva)
- Vittoria (zleva)
- Frummeneddu (zprava)
- Flumeneddu (zprava)